# 阿夫拉姆·米內羅
阿夫拉姆·米內羅（Abraham Minero Fernández，1986年2月22日—）是西班牙的一位足球運動員。在場上司職左後衛。他現在效力于西班牙足球甲級聯賽球隊皇家薩拉戈薩足球俱樂部。